# 艾倫 (加利福尼亞州)
艾倫（英語：Allen）是位於美國加利福尼亞州阿馬多爾縣的一個非建制地區。該地的面積和人口皆未知。

## 地理
艾倫的座標為38°37′02″N 120°06′39″W / 38.61722°N 120.11083°W，而該地的平均海拔高度為2473米（即8113英尺）。